# Karap Péter
Karap Péter (Hadháza, Hajdú vármegye, 1753. szeptember 26. – Hajdúböszörmény, 1826. július 11.) megyei főügyész és hajdúkerületi táblabíró.

## Élete
Debrecenben járta iskoláit és 1775. április 27-én lépett az ottani református főiskola felsőbb osztályába. 1777. március 18-án a geszti rektorságból visszajött Debrecenbe s ismét itt folytatta tanulmányait. 1779. március 9-től 1782. március 12-ig Szóváton (Hajdú vármegye) volt rektor. Ezután Bécsbe ment tanulni és ismereteit gyarapítani. Miután tanulását elvégezte, előbb Hadházán, azután Szoboszlón, utóbb Hajdúböszörményben volt városi jegyző. 1793-ban a Hajdúkerület tiszti főügyésze lett, mely hivatalát 30 évig viselte; utoljára mint hajdú kerületi főtanácsbíró nyugalomban élt.

## Munkája
- A régi és ujabb kalendáriomokról, a nap forgása és hold járása szerint való esztendőkről, a húsvét és egyéb ünnepeknek és a hold változásai idejének is, időről időre a 4100-dik esztendőig való kikalkulására vagy megtudása módjáról készült rövid jegyzések. Debreczen, 1822.